# Mexichthonius pacal
Mexichthonius pacal är en spindeldjursart som beskrevs av William B. Muchmore 1978. Mexichthonius pacal ingår i släktet Mexichthonius och familjen käkklokrypare. Inga underarter finns listade i Catalogue of Life.